# ミネソタ州の旗
ミネソタ州の旗（ミネソタしゅうのはた、英語: Flag of Minnesota）は、アメリカ合衆国ミネソタ州の州旗。現行のデザインは2023年12月19日に採択され、2024年5月11日より使用されている。
旗竿側にミネソタ州を表す濃い青色のフィールドと、北極星を表す8芒星を特徴とする。

## 規定

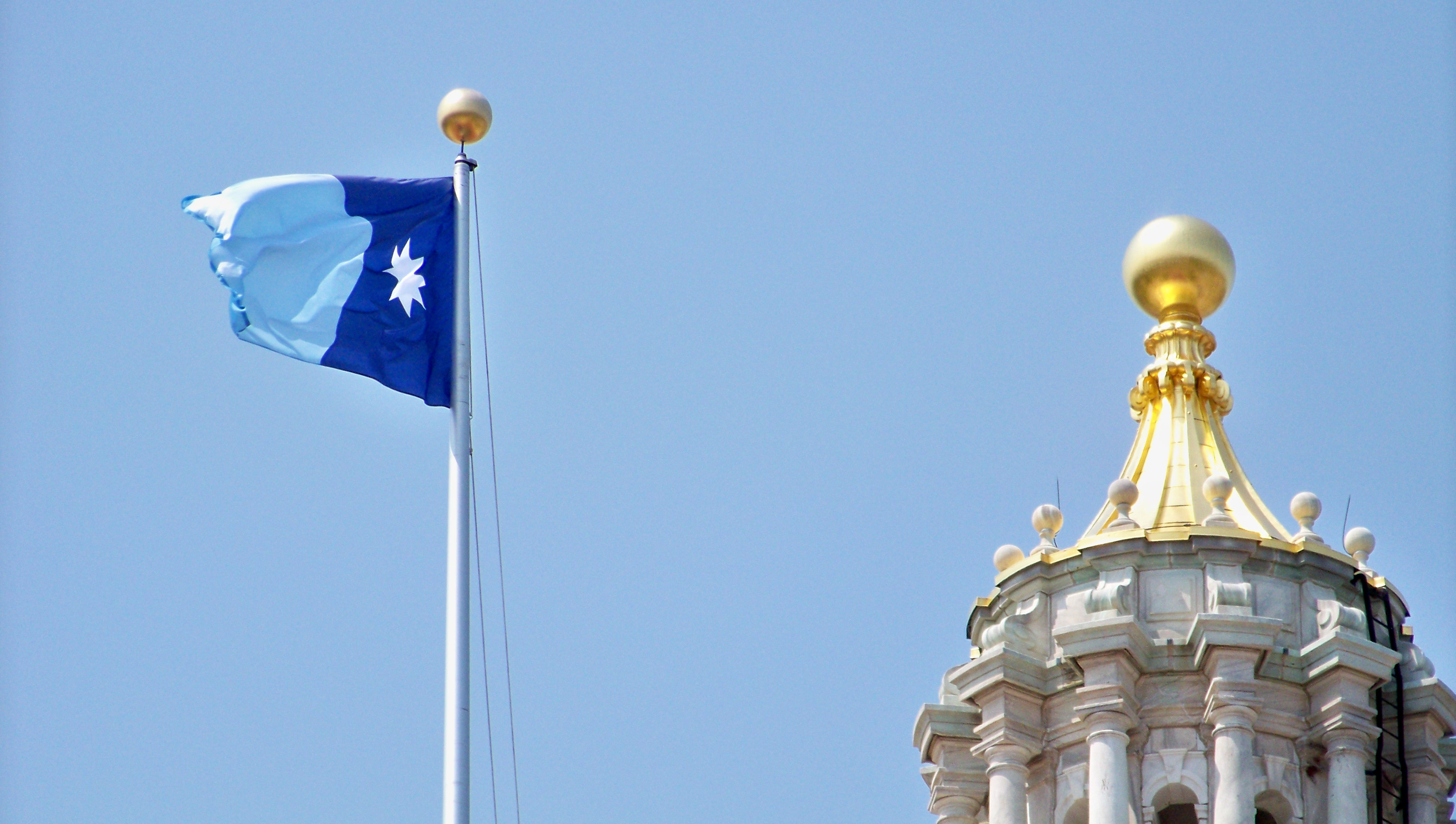
州議会議事堂に掲揚された州旗

州法のセクション1.141にデザインと使用方法が明記されている。
州旗は日の出から日没までミネソタ州議会議事堂に掲げられる。
折りたたんで保管する際は国旗と同じように折りたたむ必要がある。展示のために折りたたむ場合は、縦方向に4回折り、各辺を下に折る。続いて三角形の下の端を複雑に折り畳んで三角形を形成し、それを上の三角形に押し込む。この方法はミネソタ州兵によって開発されたもので、説明文は混乱を招くほど詳細に記されている。
旗を切断・汚損するような冒涜的行為、また州旗に別のデザインを追加したり、広告目的で使用するのは、書面または印刷されたものを除き、州法609.40に基づき軽犯罪として扱われる。しかしアメリカ合衆国対アイクマン事件によって同法の施行は違法とみなされている。

## 歴史

### 1893年の旗
初代州旗は、シカゴ万国博覧会に合わせる形で1893年4月4日に制定された。デザインは女性補助理事会と呼ばれる、女性だけのボランティアグループに委ねられた。コンテストを経て、アメリア・ハイド・センター（Amelia Hyde Center)が考案したデザインに決定された。
中心に当時の州章を配置し、州章の下に州名の「MINNESOTA」が、州章の背面には13植民地に続いて19番目に加盟したことを表した19個の星が星型に配置された。また州章の下部からは長いリボンが追加された。裏表で背景の色が異なり、表は白色、裏は青色であった。
歴史家らは、このデザインは南北戦争時のミネソタ歩兵連隊の様々な旗に影響を受けていると指摘している。

### 1957年の旗

1957年から1983年までのミネソタ州旗

1958年の州誕生100周年記念に先立ち、州旗に若干の変更が加えられた。裏表の背景色をロイヤルブルーに統一し、布地の強度を高めた。また州章の蘭が白色のCypripedium candidumから、ミネソタ州原産のピンク色のCypripedium reginaeに置き換えられた。

ジョセフ・ネルソンが提案した州旗（1957年）

また同年に別の旗が元ミネソタ州兵副司令官のジョセフ・ネルソンによって提案され、ジョン・トレイシー・アンダーソン下院議員によって承認された。左側は赤、中央は白、右側は青の三色旗で、中央部には19個の星が星型になるように並んでいる。

### 1983年の旗

1983年から2024年までのミネソタ州旗

州章のデザイン変更に合わせて州旗も変更された。背景色がロイヤルブルーからミッドブルーに変更され、旗の縁は金のフリンジで装飾された。
1983年の州旗変更は批判が高まった。新しい州旗は単純にデザインの可読性が悪かった。また旧州章では騎乗したネイティブ・アメリカンは太陽へ向き開拓者に背を向けていたが、新州章では開拓者側を向いていた。この構図はネイティブ・アメリカンが開拓者に「服従し、自ら土地から立ち去った」と解釈され、開拓者が侵略した歴史の改竄だと批判された。

#### 北極星旗

ヘロルドが1989年に提案した北極星旗

1983年の旗に反対するリー・ヘロルドは、ウィリアム・ベッカーと共に「北極星旗」を作成した。
国旗の色は森を表す緑、冬を表す白、水を表す青である。左上の黄色い星は北極星と州のモットーであるレトワール・デュ・ノール（L'Étoile du Nord）を表している。
ヘロルドは1989年に共和党のギル・グットネクト州下院議員の支持を受け、州議会に新たな州旗案として北極星旗を提出した。正式に承認されることは無かったが、一部の州民は北極星旗を掲げた。2001年の非公式コンテストでは優勝を果たしている。
なお北極星旗に似た意匠の旗がダルースの市旗として2019年に採用されている。そのため2022年に議論が再燃した際、ダルース市旗に酷似しているとして北極星旗に反対する声が懸念された。

### 2024年の旗
2022年3月22日、ミネソタ民主農民労働党所属の州下院議員であるマイク・フライバーグとピーター・フィッシャーは共同で州旗と州章のデザインを変更する法案を提出した。フィッシャーは2017年に高校生グループから提案を受け、以降変更賛成派に転じていた。同法には具体的なガイドラインが規定されており、「ミネソタ州が共有する歴史、資源、多様な文化コミュニティを正確かつ敬意を持って反映しなければならない」ことと、「単一のコミュニティまたは人物のみを表すシンボルは禁止される」とある 。
優先順位が低いとして一部の共和党員の反対はあったものの、2023年5月に州年間予算の一部を割いて新たな州旗と州章をデザインを提案する州章再デザイン委員会が設立された。委員会はインディアン問題評議会、ミネソタ・アフリカ系遺産評議会、ミネソタ・ラテン人問題評議会、アジア・太平洋ミネソタ人評議会およびティム・ワルツ州知事が指名した一般議員3名の11人から成る。また新しい旗の施行は2024年5月11日に設定された 。
10月、委員会は一般公募を行い、2,123 件の州旗案と 398 件の州章案が集まった。共通のテーマは州の鳥 (アビ)、湖と川、北極星であった。中には犬の写真、木の床の写真、ソビエト連邦の国旗やその他の国旗の模倣、サイケデリックな猿の絵、ニュージーランド国旗変更国民投票で話題となったレーザーキーウィの旗を模した「レーザーアビ」などユニークなデザインもあった 。
2023年11月21日、委員会は会合で新州旗候補をF29、F944、F1154、F1435、F1953、F2100の6つに絞り込んだ。最終候補はいずれも星と青と白を特徴とし、アビを描いた案はなかった。またヘロルドの北極星旗もエントリーしていたが、最終候補まで残らなかった。

委員会が選定した6つの最終候補
F1953 – アンドリュー・プレッカー作。12月15日、新しい州旗のベースに選出[29]
F2100 – ジョン・ミュラー作。12月15日に落選[30]
F944 – トッドとピーター・ピットマン共作のMirror of the Sky Flag。12月15日に落選[31][32]
F29 – ブランドン・フント作のStarflake。12月13日落選[33][34][32]
F1154 – ロス・ブルッヒンク作。12月13日落選[35]
F1435 – サラー・アガトン・ハウズ作。12月13日落選[36][32]

最終候補はさらに12月13日に3つに絞られ、12月15日にF1953を新たな州旗のデザインの基礎にすることが決定した。12月19日、委員会はF1953から縞模様を削除し星の形を変更したものを最終デザインとして決定した。
2024年5月11日、州旗と州章は予定通りに新しいデザインに変更された。

#### 2024年の旗の評価
北米旗章協会のテッド・ケイは新州旗を絶賛し、米国50州の州旗トップ10に入る傑作だと述べた。
一方、世論調査によると有権者の49%が既存の州旗を支持しており、新州旗を支持しているのは23%にとどまった。また21%は再考を支持していた。
新州旗はソマリアの国旗と類似性が指摘されているが、委員会はこれを否定している。また単純で地味だという批判も上がっている。
クロウウィング郡、ヒューストン郡、マックロード郡、ノーブルズ郡、ベッカー郡、モーア郡、ブラウン郡など、いくつかの郡は新州旗への変更、あるいはプロセスの一部に対して反対を決議している。2024年3月初旬、共和党の州議会議員らは州旗のデザインを一般投票にかける一連の法案を提出する計画を発表したが、法案は2024年会期中に投票にかけられることはなかった。